# Proton (rzutnik)

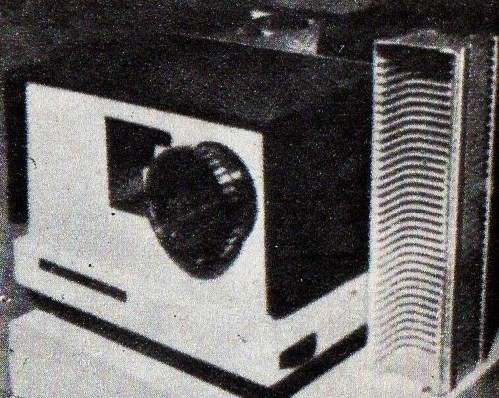
Rzutnik Proton

Proton – radziecki automatyczny rzutnik przeźroczy produkowany od lat 70. XX wieku.
Rzutnik posiadał układ automatycznego podawania przeźroczy i był przystosowany do wyświetlania obrazów z klatek o wymiarach 50x50 mm (przy wymiarze okna projekcyjnego 23/35 mm). Miał trzy obiektywy wymienne o ogniskowych: 75 mm, 100 mm i 150 mm (odległości projekcyjne odpowiednio: 1,5–6 m, 2–8 m i 3–12 m). Uzyskiwane obrazy wahały się między wielkością 44 x 66 cm a 1,82 x 2,70 m.